# Notre-Dame-de-Bon-Secours
Notre-Dame-de-Bon-Secours és una església de Mont-real, Canadà, fundada per Santa Marguerite Bourgeoys el 1657, tot i que l'edifici actual és de 1771. El retaule, a més, és del pintor Édouard Meloche i va ser pintat entre 1886 i 1891 i que mostra la vida de la Santa.
Lligat a la capella hi ha un museu d'arqueologia que mostra objectes trobats sobre el lloc i que provenen de campaments amerindis mil·lenaris, de la fundació de la primera capella i de fragments de pedra i fusta que emmurallaven la ciutat abans que tingués muralles de pedra.
Les restes de la santa fundadora hi han estat portades recentment des de la casa mare de la congregació de la qual fou fundadora, la Congregació de Notre-Dame.
Com que és una església que està molt a prop del port de Mont-real és l'església dels mariners. A més, apareix en la cançó Suzanne de Leonard Cohen.